# Oedignatha tricuspidata
Oedignatha tricuspidata là một loài nhện trong họ Corinnidae.
Loài này thuộc chi Oedignatha. Oedignatha tricuspidata được Eduard Reimoser miêu tả năm 1934.